# Voalavo
Voalavo is een zoogdiergeslacht uit de familie van de Nesomyidae. De wetenschappelijke naam van het geslacht werd voor het eerst geldig gepubliceerd door Carleton en Goodman in 1998.

## Soorten
De volgende soorten zijn bij het geslacht ingedeeld:
- Voalavo antsahabensis Goodman et al., 2005
- Voalavo gymnocaudus Carleton & Goodman, 1998